# Talmudski aramejski jezik
Talmudski aramejski jezik (aramejski talmudski, Babilonski talmudski aramejski, židovski babilonski aramejski; ISO 639-3: tmr), semitski jezik koji se nekad govorio na području današnjeg Iraka, a nestao je u 11. ili 12. stoljeću. 
Na njemu je napisan talmud (תַּלְמוּד; talmūd), sveta židovska knjiga. Koriste ga i danas u svojim raznim običajima najortodoksniji Židovi.

## Vanjske poveznice
- Ethnologue (14th)
- Ethnologue (15th)